# Globalurkunde

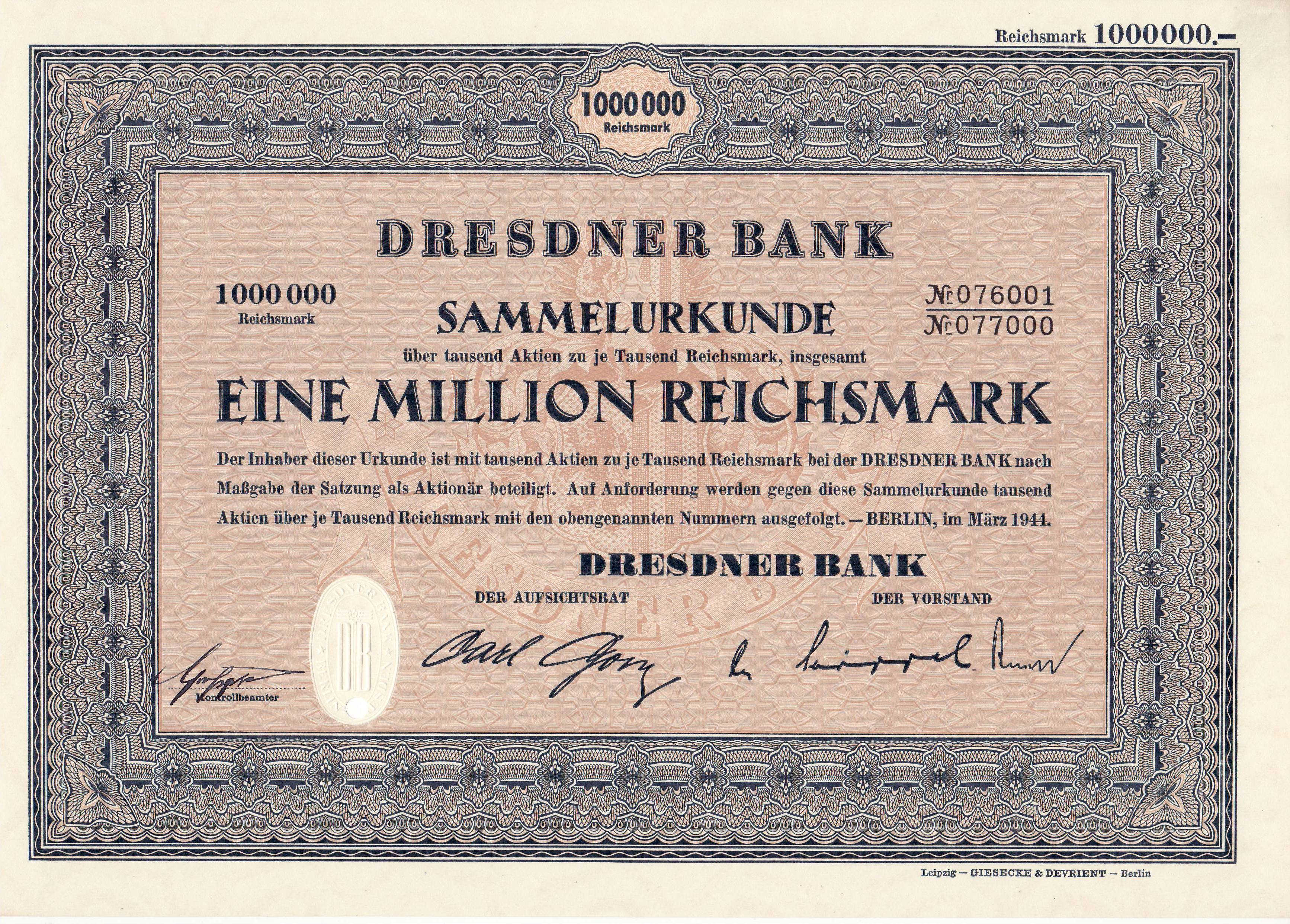
Sammelurkunde über 1000 Aktien à 1000 RM der Dresdner Bank vom März 1944

Globalurkunde oder auch Sammelurkunde ist im Bankwesen die Bezeichnung für ein Wertpapier, in dem einheitlich die Rechte mehrerer Aktionäre einer Aktienemission oder mehrerer Gläubiger einer Anleihenemission verbrieft sind. Sie dient der Vereinfachung der Depotverwaltung und ermöglicht einen „stückelosen“ Effektenverkehr, weil keine physischen Urkunden mehr erforderlich sind. Komplementärbegriff ist das effektive Stück.

## Allgemeines
Der größte Teil der Effekten von institutionellen und privaten Investoren liegt in Wertpapierdepots bei Banken und Sparkassen. Die Globalurkunde wird im Rahmen der Girosammelverwahrung (GS-Verwahrung) bei einem Zentralverwahrer (in Deutschland Clearstream, vormals Kassenverein; in Österreich OeKB, in der Schweiz SIX Securities Services AG) verwahrt. Einigung und Übergabe erfolgt durch Buchungen auf Depotkonten der Geschäftsbanken (Depot A für den Eigenhandel der Bank, Depot B für Kommissionsgeschäfte) beim Zentralverwahrer. Die Banken wiederum führen Depotkonten für ihre Kunden und tätigen die entsprechenden Gegenbuchungen.

## Rechtsgrundlagen
In § 9a DepotG werden die Voraussetzungen für die Verwahrung von Sammelurkunden bei Wertpapiersammelbanken geschaffen. Ausgestellt wird eine Sammel- oder Globalurkunde, deren Begriff in § 9a DepotG definiert ist. Die Sammelurkunde ist danach ein Wertpapier, das mehrere Rechte verbrieft, die jedes für sich in vertretbaren Wertpapieren einer und derselben Art verbrieft sein könnten (§ 9a Abs. 1 Satz 1 DepotG). Sie verbrieft ganz oder teilweise eine Wertpapieremission.
Der Gesetzgeber hat den technischen Fortschritt bei Aktien dadurch berücksichtigt, dass er in § 10 Abs. 5 AktG der Aktiengesellschaft die Möglichkeit einräumt, den Verbriefungsanspruch des Aktionärs auszuschließen. Hierdurch reduziert sich der Wertpapiercharakter der Aktie von der bisherigen „Verkörperung“ in einer physischen Urkunde auf das buchmäßig vorhandene Miteigentum des Aktionärs an einer Globalurkunde.
Der Hinterleger einer Sammelurkunde muss die Ermächtigung zur Girosammelverwahrung (Sammelverwahrung) ausdrücklich erteilen; er ist berechtigt, jederzeit und ohne Zustimmung der übrigen Beteiligten eine bei einer Wertpapiersammelbank hinterlegte Sammelurkunde durch Einzelurkunden oder umgekehrt zu ersetzen (§ 9a Abs. 1 Satz 2 DepotG).
Die Hinterlegung der Sammelurkunde entfaltet die gleiche Rechtswirkung, als wenn eine gleiche Anzahl einzelner effektiver Wertpapierurkunden hinterlegt worden wäre. Im Sammeldepot werden Wertpapiere derselben Emission für eine Vielzahl von Hinterlegern ungetrennt verwahrt, wodurch der Hinterleger sein Alleineigentum verliert und dafür einen Miteigentumsanteil am Sammelbestand nach § 6 DepotG erhält. Bei einer Veräußerung werden derartige Wertpapiere nicht übergeben, sondern es erfolgt eine Umbuchung von Miteigentumsanteilen im Sinne von § 931 BGB. Ein gutgläubiger Erwerb (und Einwendungsausschluss) findet nicht mehr durch unmittelbaren Besitz statt, sondern lediglich durch mittelbaren Mitbesitz (an der Globalurkunde) und Hinterlegungsbescheinigung.

## Hinterlegungsbescheinigung
Um Rechte aus Wertpapieren geltend machen zu können, ist normalerweise die Vorlage der Urkunden erforderlich. Wenn es jedoch keine (Einzel-)Urkunden zur wertpapierrechtlichen Legitimation gibt, muss die Rechtsordnung andere Verfahren entwickeln. Dieses Problem, dass das Recht der Hinterlegung und Anmeldung noch von der „völlig veralteten Vorstellung effektiver Aktienstücke ausgeht“, hatte der Gesetzgeber erkannt. Bereits vor dem Übergang zur Globalurkunde im Mai 1972 war es für Aktionäre unzumutbar, mit den Wertpapierurkunden zur Hauptversammlung anzureisen. Es genügt nach geltendem Recht die Vorlage einer Hinterlegungsbescheinigung, die schriftlich einzureichen ist (§ 123 Abs. 3 AktG). Sie legitimiert den Aktionär als Gesellschafter der AG. Diese Hinterlegungsbescheinigung muss dem Nachweis des Stimmrechts dienen und kann von einem Notar, einer Wertpapiersammelbank oder einer in der Satzung dazu bestimmten Stelle ausgestellt werden. Die Satzungen lassen es ausreichen, dass die Aktien bei der verwahrenden Bank mit Zustimmung dieser Hinterlegungsstelle bis zum Tag der Hauptversammlung gesperrt gehalten werden; ein Depotübertrag zu der Hinterlegungsstelle ist daher nicht notwendig. In der Regel erfüllt die Eintritts- oder Stimmkarte zur Hauptversammlung die Funktionen der Hinterlegungsbescheinigung.
Die Hinterlegungsbescheinigung erklärt mithin einerseits, dass eine bestimmte Person oder ein bestimmtes Unternehmen Aktien hält und andererseits, dass diese Aktien gesperrt sind. Durch die Sperre wird die Depotbank nicht an einer Verfügung mitwirken, die ihr Kunde in Auftrag gibt, es sei denn, die Bescheinigung wird zurückgegeben. In der Praxis ist selbst diese Rückgabe unnötig: Die Bank führt den Verkaufsauftrag aus und informiert in einem elektronischen System („DAMBA“) die Gesellschaft. So kann am Hauptversammlungstag ein aktueller Aktionärsbestand festgestellt werden.

## Vorteile
Globalurkunden ermöglichen eine rationelle und sichere Effektenverwahrung, weil auf den Druck von Einzelurkunden innerhalb einer Gesamtemission verzichtet werden kann, ein geringerer Tresorraumbedarf bei den Wertpapiersammelbanken besteht und bei Käufen und Verkäufen keine Versendung, Versicherung und Kontrolle von Urkunden erforderlich ist. Dadurch entfällt auch das Verlustrisiko von Wertpapierurkunden, das bei Inhaberpapieren besonders hoch ist.
Die Globalurkunde ist ein Schritt hin zum Wertrecht, bei dem auch auf Globalurkunden verzichtet wird. Die Verbriefung von Wertpapieren gehört bankaufsichtsrechtlich ohnehin nicht mehr zu den begriffsprägenden Elementen.